# Libxml2
Libxml2 is een vrije bibliotheek voor het verwerken van XML-documenten. De bibliotheek libxml2 is beschikbaar onder de MIT-licentie en het is geschreven in de programmeertaal C. De eerste versie werd uitgebracht op 23 september 1999. Het was oorspronkelijk ontwikkeld voor het GNOME maar wordt tegenwoordig ook door andere projecten gebruikt.
Er bestaan bindings voor allerlei programmeertalen, waaronder C++, Python en Ruby.
De bibliotheek libxslt, eveneens ontwikkeld voor GNOME, is gebaseerd op libxml2 en biedt ondersteuning voor XSLT.